# فناوری ازدیاد برداشت نفت
فناوری ازدیاد برداشت نفت (به انگلیسی: Enhanced Oil Recovery یا EOR) مجموعه‌ای از روش‌ها و فناوری‌هاست که برای افزایش بازیافت نفت خام از مخازن نفتی پس از پایان یافتن مراحل اولیه و ثانویه تولید به کار می‌رود. این فناوری‌ها می‌توانند تا بیش از ۳۰٪ نفت باقی‌مانده در مخزن را استخراج کنند.

## روش‌ها

### روش‌های گازی

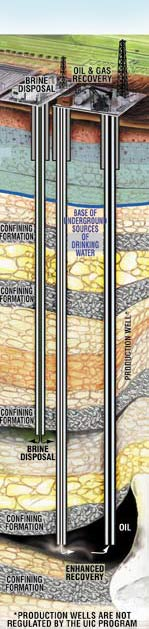
شماتیک چاه تزریق گاز برای ازدیاد برداشت (EOR).

در این روش‌ها، گازهایی نظیر دی‌اکسید کربن (CO₂)، گاز طبیعی یا نیتروژن به داخل مخزن تزریق می‌شوند تا با کاهش ویسکوزیته نفت و افزایش فشار، جریان نفت را به سمت چاه تولید افزایش دهند.

### روش‌های حرارتی

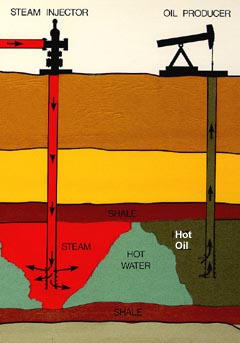
تزریق بخار برای بازیافت نفت سنگین.

در این روش‌ها با اعمال گرما (معمولاً به‌وسیلهٔ تزریق بخار)، ویسکوزیته نفت کاهش یافته و جریان آن در سنگ مخزن آسان‌تر می‌شود. این روش معمولاً برای نفت‌های سنگین استفاده می‌شود.

### روش‌های شیمیایی
- پلیمر: افزایش گران‌روی آب تزریقی برای بهبود sweep efficiency.
- سورفکتانت: کاهش کشش سطحی بین نفت و آب.
- قلیا (Alkaline): واکنش با اسیدهای نفتی برای تولید امولسیون‌های قابل جریان.

### روش‌های زیستی
روش‌هایی که از میکروارگانیسم‌ها برای تولید گاز، اسید یا سورفکتانت در محل مخزن استفاده می‌کنند. این روش هنوز در مراحل آزمایشی است.

## مزایا و معایب

### مزایا
- افزایش میزان بازیافت نفت تا ۳۰٪ یا بیشتر
- امکان استفاده در میادین قدیمی با تولید پایین

### معایب
- هزینه‌بر بودن اجرای پروژه
- وابستگی به شرایط زمین‌شناسی خاص
- نیاز به زیرساخت و طراحی پیچیده

## وضعیت در ایران
- اجرای پایلوت تزریق CO₂ در میدان کرنج
- مطالعات تزریق پلیمر در میدان اهواز
- همکاری با پژوهشگاه صنعت نفت و دانشگاه صنعت نفت

## فناوری‌های نوظهور
- نانو-EOR: استفاده از نانوذرات برای کاهش تنش‌های سطحی یا تغییر ترشوندگی سنگ
- هوش مصنوعی: برای مدل‌سازی دقیق‌تر تزریق و انتخاب سناریوهای بهینه
- انرژی خورشیدی: تولید بخار با استفاده از انرژی خورشیدی (Solar EOR)[۵]